# محمد بولات
محمد بولات (بالتركية: Mehmet Polat) هو لاعب كرة قدم تركي ولد في غازي عينتاب عام 1978 ويلعب حالياً لنادي غازي عنتاب سبور.

## وصلات خارجية
- محمد بولات على موقع الاتحاد الدولي (مؤرشف)  (الإنجليزية)
- محمد بولات على موقع اتحاد تركيا (لاعب) (الإنجليزية)
- محمد بولات على موقع اتحاد تركيا (مدرب) (الإنجليزية)
- محمد بولات على موقع قاعدة بيانات كرة القدم.إي يو (الإنجليزية)
- محمد بولات على موقع ناشيونال فوتبول تيمز (الإنجليزية)
- محمد بولات على موقع عالم كرة القدم.نت (الإنجليزية)

- معلومات عنه